# Ситняки
Ситняки́ — село Макарівської селищної громади Бучанського району Київської області. Розташоване за 8 км від центру громади та за 56 км від обласного центру. Найближча залізнична станція — Бородянка, за 32 км.
Площа населеного пункту становить 177 га, кількість дворів — 393.
Кількість населення — 578 осіб.
День села — 21 вересня.

## Історія
1507 року рожівські маєтності Лозів включали в себе серед інших село Ситняківщина над р. Здвиженем. Проте, вже 1574 року Ситняківщина згадана як озеро, 1612-го — як урочище, 1618-го — як поле. Можна припустити, що в цей час поселення тимчасово не існувало.
З протесту митрополита Рутського 1616 року відомо, що «пан Стефан Лозка відняв від митрополичого помістя Ніжилович на 2 милі землі і осадив на цій землі село Ситняки».
1762 — Рожевське староство, що складалося окрім містечка Рожева із сіл Ситняки, Небелиця та поселень Комарівки, Жмурівки та Борівки привілеєм Августа ІІІ було дано Варфоломію Михаловському. Йому воно приносило прибутку до 30000 злотих.
У липні 1768 року в селі побували козаки Івана Бондаренка.
У середині XIX ст. у Ситняках вже проживало 678 осіб. Тут була численна єврейська громада. Селяни викуповували землю і після реформи 1861 року платили щорічний викуп 526 рублів.
До села належала і Завалівка. Цим хутором володів макарівський власник Павша. Але в 1875 р., невдовзі після заснування, помістя купила капітанша Л. А. Шульгіна. Проте вона не довго володіла Завалівкою і продала її майору А. Л. Карповичу.
Радянська влада була встановлена на селі в 1920 р. Тоді ж було створено і комнезам, який займався розподілом землі серед селян та допомагав продзагонам «викачувати» зерно в селі та в організації колгоспу, куди селяни не мали бажання іти. Лише в 1929 р. місцевій владі вдалося створити ТОЗ. На його базі в 1930 р. виник колгосп «Червоний плугатар».
Під час Німецько-радянської війни 367 жителів села захищали її зі зброєю в руках. 9 липня 1941 р. нацисти окупували Ситняки, вивезли на каторгу 71 людину. 7 листопада 1943 р. Червона армія звільнила село, але в листопаді-грудні поблизу нього йшли жорстокі бої. Воїни 20-ї мотострілецької бригади (командир генерал-майор П. С. Ільїн) відбивали контратаки нацистів. 214 жителів села були нагороджені орденами і медалями Союзу РСР, 159 — полягли смертю героїв. У селі є пам'ятник воїнам, які загинули при визволенні села, їх прізвища написано на мармурових плитах. У 1968 р. на рубежі оборони радянських військ встановлено пам'ятний знак.
У 1964 р. збудовано восьмирічну школу.
В «Історії міст і сіл Української РСР» про Ситняки початку 1970-х було подано таку інформацію:

| Ситняки — село, центр сільської Ради, розташоване на березі річки Здвижу, за 12 км від районного центру та за 33 км від залізничної станції Буян. Населення - 1154 чоловіка. Сільраді підпорядковані населені пункти Завалівка, Копіївка, Улянівка, Юрів. В Ситняках - центральна садиба колгоспу «Ленінець», який має 1600 га землі, в т. ч. 1000 га орної. Основний напрям господарства м'ясо-молочний. Вирощують зернові, картоплю, льон. У селі є восьмирічна школа, клуб, бібліотека[4]. |
У 1980 р. на базі восьмирічної школи створено десятирічку. Тоді ж збудовано адмінприміщення. У 1981 р. споруджено новий Будинок культури, де пізніше на весь район прославився ансамбль «Червона калина».
У 1984 р. відкрито АТС, у 1990 р. — нове поштове відділення.
На території села працює СФГ «Оберіг».
У 2002 р. в Ситняках відкрито церкву.
Метричні книги, клірові відомості, сповідні розписи церкви Різдва Христового с. Ситняки (приписні сс.* Завалівка, Юрів, Копіївка) Радомишльського, з 1865 р. Київського пов. Київської губ. зберігаються в ЦДІАК України.

## Населення

### Мова
Розподіл населення за рідною мовою за даними перепису 2001 року:
| Мова            | Кількість | Відсоток |
| --------------- | --------- | -------- |
| українська      | 744       | 97.38%   |
| російська       | 19        | 2.49%    |
| інші/не вказали | 1         | 0.13%    |
| Усього          | 764       | 100%     |

## Люди
В поселенні народились:
- Завадський Яків Васильович (1792—1855) — український церковний та державний діяч.
- Захарченко Іван Карпович (*1940) — український письменник.
- Семенченко Григорій Іванович (1914—1966) — хірург-стоматолог, доктор медичних наук, заслужений діяч науки УРСР.